# ريتشارد ييتس رووي
ريتشارد ييتس رووي (بالإنجليزية: Richard Yates Rowe)‏ هو سياسي أمريكي، ولد في 12 ديسمبر 1888 في جاكسونفيل في الولايات المتحدة، وتوفي بنفس المكان في 19 مارس 1973. حزبياً، نشط في الحزب الجمهوري.